# Псалом 46
Псалом 46 (у масоретській нумерації — 47) — 46-й псалом Книги псалмів. Латиною псалом відомий своїм інципітом «Omnes gentes plaudite manibus». Псалом є псаломом-гімном. Він є одним із дванадцяти псалмів, авторство яких приписується синам Кораха, та одним із п'ятдесяти п'яти псалмів, які звертаються до «Провідника хору».
Псалом є регулярною частиною єврейських, католицьких, англіканських та протестантських літургій. Він був часто покладений на музику, наприклад, Генріхом Шютцом, Ральфом Воан-Вільямсом, Джоном Раттером та Оскаром Готлібом Бларром.

## Контекст
У єврейській традиції псалом 46 є одним із дванадцяти псалмів, які приписують синам Кораха. Його також класифікують як частину «елогістичних псалмів» (псалми 41–82), які включають псалми, що звертаються до Бога як до Елогіма, аніж до Ягве. Псалом 46 також належить до групи псалмів, які проголошують Боже царство, як зазначено у вірші 8.
У християнській науці псалом 46 є одним із семи «псалмів інтронізації», які характеризують коронування Бога як царя на святкових урочистостях. У інших наукових коментарях зазначається, що темою псалому 46 є «всеохопна радість з приводу царювання Бога по всій землі».
Згідно з християнськими науковцями, вірш 6 «Вознісся Бог під оклики веселі» вказує на те, що псалом був написаний, коли цар Давид приніс Ковчег Заповіту до гори Сіон. Крім того, псалом описує Вознесіння Ісуса на небесний Сіон після завершення його місії на землі.

## Текст
| Вірш | Гебрейська мова                                                   | Давньогрецька мова (Септуаґінта)                                                                   | Латинська мова (Вульгата)                                                                             | Українська мова (Переклад Хоменка)                                                                        |
| ---- | ----------------------------------------------------------------- | -------------------------------------------------------------------------------------------------- | --- | --- |
| 1    | לַמְנַצֵּחַ לִבְנֵי-קֹרַח מִזְמוֹר                                              | Εἰς τὸ τέλος· ὑπὲρ τῶν υἱῶν Κορε ψαλμός.                                                           | [In finem pro filiis Core psalmus]                                                                    | Провідникові хору. Синів Кораха. Псалом.                                                                  |
| 2    | כָּל-הָעַמִּים, תִּקְעוּ-כָף; הָרִיעוּ לֵאלֹהִים, בְּקוֹל רִנָּה                         | Πάντα τὰ ἔθνη, κροτήσατε χεῖρας, ἀλαλάξατε τῷ θεῷ ἐν φωνῇ ἀγαλλιάσεως,                             | Omnes gentes plaudite manibus iubilate Deo in voce exultationis                                       | Усі народи, заплещіте в долоні; радісним голосом ликуйте для Господа!                                     |
| 3    | כִּי-יְהוָה עֶלְיוֹן נוֹרָא; מֶלֶךְ גָּדוֹל, עַל-כָּל-הָאָרֶץ                          | ὅτι κύριος ὕψιστος φοβερός, βασιλεὺς μέγας ἐπὶ πᾶσαν τὴν γῆν.                                      | Quoniam Dominus excelsus terribilis rex magnus super omnem terram                                     | Бо Господь — Всевишній, страшний, великий цар він на всю землю.                                           |
| 4    | יַדְבֵּר עַמִּים תַּחְתֵּינוּ; וּלְאֻמִּים, תַּחַת רַגְלֵינוּ                              | ὑπέταξεν λαοὺς ἡμῖν καὶ ἔθνη ὑπὸ τοὺς πόδας ἡμῶν·                                                  | Subiecit populos nobis et gentes sub pedibus nostris                                                  | Він підбиває людей нам і народи нам під ноги.                                                             |
| 5    | יִבְחַר-לָנוּ אֶת-נַחֲלָתֵנוּ; אֶת גְּאוֹן יַעֲקֹב אֲשֶׁר-אָהֵב סֶלָה                      | ἐξελέξατο ἡμῖν τὴν κληρονομίαν αὐτοῦ, τὴν καλλονὴν Ιακωβ, ἣν ἠγάπησεν. διάψαλμα.                   | Elegit nobis hereditatem suam speciem Iacob quam dilexit [diapsalma]                                  | Він вибирає нам спадщину нашу, славу Якова, улюбленого свого.                                             |
| 6    | עָלָה אֱלֹהִים, בִּתְרוּעָה; יְהוָה, בְּקוֹל שׁוֹפָר                                | ἀνέβη ὁ θεὸς ἐν ἀλαλαγμῷ, κύριος ἐν φωνῇ σάλπιγγος.                                                | Ascendit Deus in iubilo Dominus in voce tubae                                                         | Вознісся Бог під оклики веселі, Господь — під голос сурми.                                                |
| 7    | זַמְּרוּ אֱלֹהִים זַמֵּרוּ; זַמְּרוּ לְמַלְכֵּנוּ זַמֵּרוּ                                 | ψάλατε τῷ θεῷ ἡμῶν, ψάλατε, ψάλατε τῷ βασιλεῖ ἡμῶν, ψάλατε,                                        | Psallite Deo nostro psallite psallite regi nostro psallite                                            | Співайте Господеві псалми, співайте; співайте нашому цареві, співайте!                                    |
| 8    | כִּי מֶלֶךְ כָּל-הָאָרֶץ אֱלֹהִים-- זַמְּרוּ מַשְׂכִּיל                                 | ὅτι βασιλεὺς πάσης τῆς γῆς ὁ θεός, ψάλατε συνετῶς.                                                 | Quoniam rex omnis terrae Deus psallite sapienter                                                      | Бо цар усієї землі — Бог, співайте якнайкраще.                                                            |
| 9    | מָלַךְ אֱלֹהִים, עַל-גּוֹיִם; אֱלֹהִים, יָשַׁב עַל-כִּסֵּא קָדְשׁוֹ                        | ἐβασίλευσεν ὁ θεὸς ἐπὶ τὰ ἔθνη, ὁ θεὸς κάθηται ἐπὶ θρόνου ἁγίου αὐτοῦ.                             | Regnavit Deus super gentes Deus sedit super sedem sanctam suam                                        | Бог над народами царює, Бог сидить на своїм святім престолі.                                              |
| 10   | נְדִיבֵי עַמִּים, נֶאֱסָפוּ-- עַם, אֱלֹהֵי אַבְרָהָם:כִּי לֵאלֹהִים, מָגִנֵּי-אֶרֶץ-- מְאֹד נַעֲלָה | ἄρχοντες λαῶν συνήχθησαν μετὰ τοῦ θεοῦ Αβρααμ, ὅτι τοῦ θεοῦ οἱ κραταιοὶ τῆς γῆς, σφόδρα ἐπήρθησαν. | Principes populorum congregati sunt cum Deo Abraham quoniam Dei fortes terrae vehementer elevati sunt | Зібралися князі народів з народом Бога Авраама, бо Богові належать земні захисники. Він вознісся велично. |

## Літургійне використання

### Юдаїзм
Псалом 46 читається сім разів перед тим, як звучить шофар на святі Рош га-Шана. Ці сім повторень відповідають сімом згадкам Елогіма (Бога) у цьому псалмі, а також натякають на сім небес, створених Богом.
Згідно молитовника сідур «Avodas Yisrael», псалом 46 читається як пісня дня на другий день Рош га-Шана.

### Християнство
Так як частина вірша 6 псалому «Вознісся Бог під оклики веселі» відповідає Вознесінню Христовому, псалом використовувався на літургіях у день святкування Вознесіння Господнього.

### Англіканська церква
В англіканській церкві псалом 46 разом з псалмом 47 та псалмом 48 є частиною вечірніх молитов дев'ятого дня.

## Використання у музиці

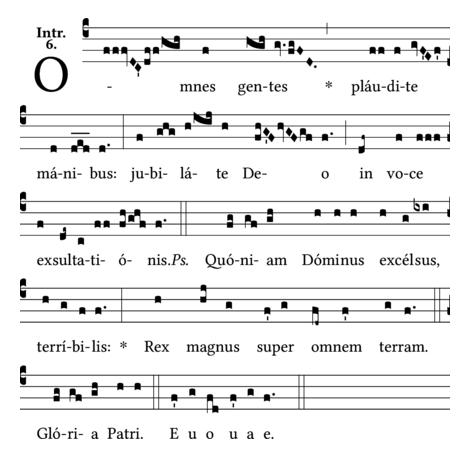
Інтройт-антифон «Omnes gentes, plaudite manibus», григоріанський спів

Псалом і вибрані вірші з нього були часто покладені на музику, звертаючи увагу на заклик плескати в долоні і співати, та були прив'язні до рядків псалому «Вознісся Бог під оклики веселі», що відповідає Вознесінню Христовому. Генріх Шютц поклав частину псалому на музику німецькою мовою для хору: нім. «Frohlockt mit Freud, ihr Völker all», SWV 144. Йоганн Себастьян Бах розпочав кантату на Вознесіння трьома віршами з псалому: нім. «Gott fähret auf mit Jauchzen», BWV 43, вперше виконана у 1726 році. Карл Мартін Рейнталер поклав на музику цілий псалом німецькою мовою для хору: нім. «Frohlocket mit Händen, alle Völker». У 1904 році Флоран Шмітт написав твір для соло сопрано, хору, органу та оркестру — нім. «Psaume XLVII».
У 1920 році Ральф Воан-Вільямс поклав на музику цей псалом англійською мовою під назвою «O clap your hands» — мотет для хору та оркестру. Джон Раттер поклав на музику вірші 1 і 7: «O clap your hands» для хору і органу чи оркестру в 1973 році. У 1998 році Оскар Готліб Бларр написав твір для сопрано, тенора, хору (ad lib.), труби, тромбону, ударних (сталевих барабанів), скрипки, арфи та контрабаса. У 2003 році Рорі Куні написав твір «Псалом 46 на Вознесіння» із підназвою «Бог сидить на своїм престолі», задуманий для соліста, хору з трьох частин, ансамблю та духового інструменту. Твір може виконуватися і в скороченій версії із гітарним супроводом. Також на основі псалому 46 було написано багато гімнів.